# 亞歷山大·鮑羅丁
亞歷山大·波菲里耶維奇·鮑羅定（羅馬化：Aleksandr Porfiryevich Borodin；1833年11月12日—1887年2月27日），俄國浪漫主义作曲家、化學家。十九世紀末俄國主要的國民樂派作曲家之一。他与巴拉基列夫、里姆斯基-科萨科夫、居伊、穆索尔斯基组成强力集团。

## 生平簡述
鮑羅丁是當時格魯吉亞王子卢卡·斯捷潘诺维奇·格杰瓦尼什维利的私生子，及後將他登記成某個奴隸的孩子。從小鮑羅丁便接受良好的教育，包括演奏鋼琴，但是他專精的領域還是在化學，並且考獲醫藥博士資格。取得博士資格後，他在醫藥學院當一名化學系教授。
1862年鮑羅丁跟隨作曲家巴拉基列夫學習作曲，並開始創作第一交響曲，翌年更與一位鋼琴家結婚。1869年巴拉基列夫指揮了鮑羅丁第一首交響曲，同年開始編寫第二首交響曲以及歌劇《伊戈尔王子》。但這首交響曲於1877年首演時並不算成功，經過鮑羅丁的配器修改後，1879年在里姆斯基-科萨科夫的指揮中，獲得了好評。1880年他寫成另一首為人所熟識的管絃樂作品《在中亞细亞的草原上》。同時匈牙利的李斯特亦為他安排於德國首演其第一交響曲，以及後來於比利時及法國的演出，使他的名聲傳出了俄國。
相比強力集團的其他成員，鮑羅丁對室內樂有頗濃厚趣。除了鋼琴外，鮑羅丁亦是一名業餘的大提琴手。1881年所寫成的第二絃樂四重奏，當中第三樂章 "夜曲" 奠定他在強力集團中的室內樂創作地位。1882年，他開始創作第三交響曲，但在1887年2月27日因突發心臟病去世。這時他只完成了首兩個樂章部份，而歷時18年的《伊戈尔王子》亦未曾完成。後來他所遺下的手稿和未完成作品，主要皆由里姆斯基-科萨科夫和格拉祖諾夫所整理及補遺。
鮑羅丁死後葬在俄國聖彼得堡的亞歷山大·涅夫斯基修道院內的季赫温公墓。該處亦是多位俄國著名音樂家和文學家下葬的地方。其中包括巴拉基列夫、居伊、格林卡、穆索斯基、魯賓斯坦、费奥多尔·斯特拉文斯基（斯特拉文斯基的父親）和柴可夫斯基。
由於鮑羅丁平日主要都在實驗室工作，只會於星期天、假日或者抱恙時才會作曲，因此他又得名為「星期天作曲家」。

## 作品介紹

### 歌劇
- 伊戈尔王子

1869年，鮑羅丁開始製作的歌劇，根據十二世紀的俄羅斯史詩《伊戈爾遠征記》自編腳本並作曲。有些人認為這是他最出名的作品，它包含了經常被獨立出來演出的韃靼人舞曲，在死時這部歌劇並沒有完成，原因是他投注了更多的心血在化學之上，後來這個作品被林姆斯基-高沙可夫和格拉祖諾夫接力完成。

### 管弦樂
- 交響詩《在中亞细亞的草原上（英语：In the Steppes of Central Asia）》（1880），鮑羅丁另一首為人所熟識的管弦樂曲，生動的描繪一個對他奇異而陌生的地區。
- 降e小調第一交響曲（1862-1867）
- b小調第二交響曲（1869-1876），由林姆斯基-高沙可夫和格拉祖諾夫作修訂。
- a小調第三交響曲（1886-1887），作曲家逝世前只完成頭兩個樂章的草稿，同樣由格拉祖諾夫補遺。

### 室內樂
- 鋼琴五重奏
- A大調第一號弦樂四重奏
- D大調第二號弦樂四重奏

鮑羅丁寫過兩部弦樂四重奏，這兩部作品都充滿了俄羅斯民族風格，以旋律柔美而取勝。其中D大調弦樂四重奏中的第三樂章慢板，后曾被改編成管弦樂單獨演出，並且命名為《夜曲》。這部作品是獻給作者夫人的，曲調柔婉抒情，樸實親切。全曲共分四個樂章：
第一樂章 奏鳴曲式，這是對人類的精神力量和思想感情的揭示。主部主題充滿生活氣息，具有奮進精神。它是建立在俄羅斯民歌基礎上的，極富歌唱性。
第二樂章 奏鳴曲式，充滿活力的諧謔曲。主部主題輕快、活潑，副部主題柔美抒情。兩個主題對比鮮明，饒有情趣。
第三樂章 夜曲，這一段抒情優美、淳雅寧靜。大提琴奏出第一主題，小提琴則以清新秀麗的格調與之對應，如雙人起舞，表現了青年戀人間竊竊私語和熱烈的感情。樂章在漸漸消失的微弱聲中結束，如戀人在分別時依依不舍地離去。
第四樂章 奏鳴曲式，主部主題的音樂表現出強勁和不安，而副部主題則抒情優美，表現了對光明的向往。音樂明快剛勁，但又不失舒展悠遠，強調了本曲的抒情性。